# Zygoneura glaberrima
Zygoneura glaberrima är en tvåvingeart som beskrevs av Edwards 1934. Zygoneura glaberrima ingår i släktet Zygoneura och familjen sorgmyggor. Inga underarter finns listade i Catalogue of Life.